# تئوبالد پنجم، دوک بلویس
تئوبالد پنجم، دوک بلویس (فرانسوی: Thibaut le Bon‎؛ 1130 – 20 january ۱۱۹۱ (۶۰−۶۱ سال))، یکی از کنت‌های فرانسه در منطقه بلویس بود که از ۱۱۵۱ تا ۱۱۹۱ میلادی بر این کنت‌نشین حکومت می‌کرد. وی در جریان جنگ صلیبی سوم، به همراه فیلیپ دوم عازم منطقه شرقی سواحل مدیترانه شد.